# Zabythocypris heterodoxa
Zabythocypris heterodoxa är en kräftdjursart som först beskrevs av Chapman 1910.  Zabythocypris heterodoxa ingår i släktet Zabythocypris och familjen Bairdiidae. Inga underarter finns listade i Catalogue of Life.